# Mean corpuscular volume
Mean corpuscular volume of MCV staat voor het gemiddeld volume van de erytrocyten in bloed.
Het MCV kan makkelijk bepaald worden door bloedceltellers, die gemeengoed zijn in klinisch chemische en hematologische laboratoria in ziekenhuizen. Door de som van de grootte van alle gemeten erytrocyten te delen door het getelde aantal erytrocyten wordt het MCV verkregen. De eenheid is femtoliter (10−15l). De normaalwaarden vallen tussen 80 en 100 fl.

## Verhoogd MCV
Een verhoogd MCV, macrocytose, is het gevolg van een stoornis in de deling en rijping van zeer onrijpe erytrocyten. Erytrocyten worden gevormd in het beenmerg en daar vindt ook de uitrijping plaats. Deze wordt gestoord door vitamine B12- of foliumzuurtekort. Ook bepaalde maligniteiten veroorzaken een verhoogd MCV.

## Verlaagd MCV
Een verlaagd MCV, microcytose, wijst op verminderde aanmaak van hemoglobine, een eiwit dat verantwoordelijk is voor zuurstoftransport in het bloed, door een ijzergebreksanemie of door een thalassemie, een ziekte waarbij de hemoglobine niet goed wordt geproduceerd.